# 上海日本人僧侶襲撃事件
上海日本人僧侶襲撃事件（シャンハイにほんじんそうりょしゅうげきじけん）とは、1932年（昭和7年）に発生した中国人による事件であり、第一次上海事変のきっかけの一つとなったとされている。

## 事件の概要
1931年9月に満洲事変が勃発し、これにより中国人の対日感情が悪化し、特に上海では反日運動が高まっていった。
1932年1月18日午後4時ころ馬玉山路を団扇太鼓をならし南無妙法蓮華経を唱えながら勤行していたいずれも日本人の日蓮宗日本山妙法寺の僧侶2名と信徒3名が、抗日運動の活動根拠地と見なされていた三友實業公司のタオル製造工場前の路地で、突如中国人と見られる数十人の集団に襲撃された。その結果、僧侶の水上秀雄が死亡し、天崎天山ら2名が重傷を負った。犯人は中華民国側の警察官の到着が遅れたため逃亡した。日本政府は現地の「抗日会」による犯行であるとして、村井倉松上海総領事を通じて抗議し反日組織の解散と反日報道機関の閉鎖を要求したが、上海の工部局（市政府）は応じなかった。
この事件により、日ごろから中国人による暴動に反感を抱いていた上海の日本人居留民の怒りを爆発させ、青年同志会員が中国人街に殴り込みをかけ、1月20日には事件の現場になった「反日」の三友實業公司に30人が乱入し工場を放火、中国人と乱闘になり中国人2人を斬殺する一方で日本人1人も射殺され多数が負傷するなど、各所で暴力事件が続発したため、上海の工部局は戒厳令を敷いた。1月20日に上海の日本人居留民は、中華民国の排日運動殲滅すべしとの決議を行った。そして1月28日に居留民保護のために派遣された日本軍と中華民国国府軍とが軍事衝突する上海事変が勃発した。

当時の上海公使館附陸軍武官補田中隆吉 (当時は少佐、最終階級は少将)は、1931年10月初頭、板垣征四郎大佐に列国の注意を逸らすため上海で事件を起こすよう依頼され、その計画に従って自分が中国人を買収し僧侶を襲わせた、と1956年になって証言した。また、元陸軍少将上田昌雄の息子である上田博章の徳島エコノミージャーナル2011年新年号への寄稿によれば、1932年に板垣征四郎大佐から田中隆吉に向けて2万円の工作資金と命令書が送られており、1965年の東京12チャンネルのテレビ番組、｢私の昭和史｣の中で田中自身が謀略を実行したと証言した。
田中によると、満州事変のきっかけとなった柳条湖事件の首謀者であった板垣征四郎大佐と関東軍高級参謀花谷正少佐から「満州独立に対する列国の目をそらすため、上海でことをおこせ」と工作資金2万円で依頼され、謀略を準備していた。また、この謀略の実行者は憲兵大尉の重藤憲史と田中の愛人で「東洋のマタ・ハリ」こと川島芳子であり、田中から1万円の工作資金を渡され、中国人を雇い日本人僧侶を襲撃するよう命じられ、その通りに動いたという
テレビ番組のために日本山妙法寺を訪れたNHKディレクター織田柳太郎によると、妙法寺側は「決して謀略ではない」と言っている、という。日本山妙法寺長老今井行順は「それを軍部がやらしたとか、何かいっていますけれども、全部うそです。この事件は全くの偶然です。ただこの事件を上海事変のきっかけに軍部が利用したのです。この事件を確かに利用はした。けれども事件が起きたのは全くの偶然です。」と述べている。また、「座談会 上海、混沌の都市 事変前夜、翻弄される共同租界」において、伊藤隆が「田中隆吉はどういう根拠でそんなことを言っているのかわからない。あの人が言っただけでしょう。」と述べると、臼井勝美は「そうです。あれがちょっとよくわからない」と返答し、福州事件について「明らかに陰謀です」、青年同志会の殴り込みについて「当然息はかかっていると思います」とするも、「お坊さんのほうはちょっとよくわからない」と述べている。